# Va'a
Pour les articles homonymes, voir Va'a (homonymie).
Vaʻa est un mot en samoan, hawaïen et tahitien qui signifie « bateau » ou « canoë ». Le mot est apparenté à d'autres mots polynésiens tels que vaka ou le mot maori waka.
Il s'agit d'un type de pirogue à balancier traditionnelle, à rames, utilisée principalement pour la pêche et les voyages sur de courtes distances en Océanie (Samoa, Hawaï, Polynésie).

## Description

### Caractéristiques
La stabilité est assurée par un balancier unique (appelle ama dans différentes langues polynésiennes). Le balancier est relié à la coque par deux bras en bois (iato). Les liens sont assurés par des lanières de caoutchouc, à la fois résistantes et souples (uaua). Le rameur est équipé d'une pagaie simple comme en canoë, dont la pale est inclinée vers l'avant.
Les canoës ont une apparence légère, la proue et la poupe sont légèrement incurvées vers le haut, de sorte que seule la poitrine ou la partie centrale de la coque non chargée repose sur l’eau.

### Construction

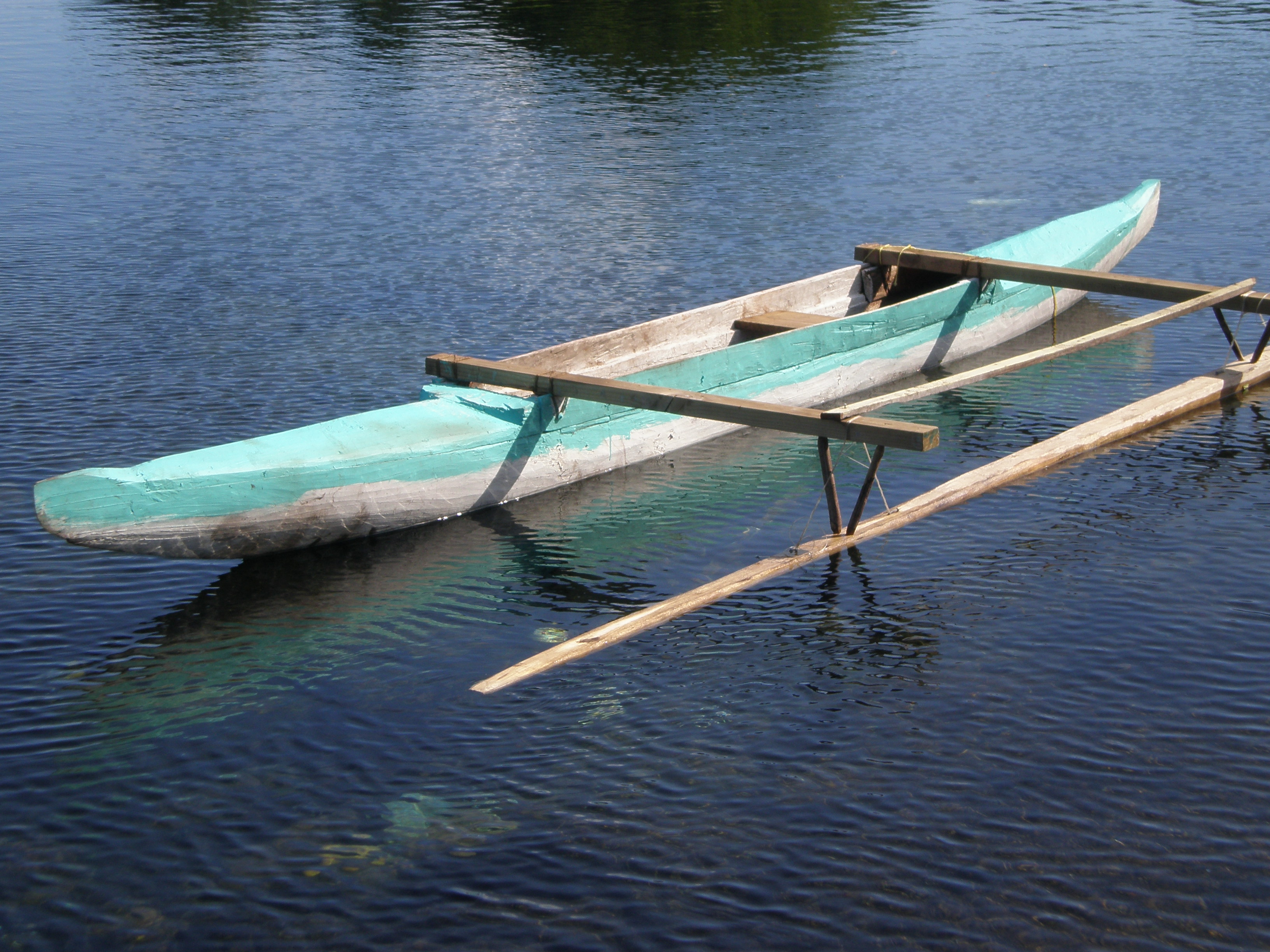
Un va'a en bois artisanal utilisant des matériaux contemporains.

Traditionnellement, les pirogues polynésiennes sont fabriquées à partir d'un tronc évidé ou des planches cousues, les parties de la coque étaient nouées avec des liens en fibres de coco. Plus tard, elles ont été modernisées en utilisant des matériaux composites.

### Typologie traditionnelle
Les Samoans disposent plusieurs types de pirogue à balancier de toutes tailles, qui sont en grande partie hors d'usage aujourd'hui :
- Vaʻa-alo : petite pirogue à balancier de pêche sans voile :
- Paopao :  pirogue à balancier fabriquée à partir d'un seul tronc, sans voile.
- La'au lima : grande pirogue à balancier sans voiles, d'une longueur variant de 9 à 21 m.
- 'alia : grand type de pirogue samoan à voile à double coque.
- Vaʻa tele ou ʻalalahʻalalah (grand bateau) : pirogue samoan à voile à double coque pour les voyages sur de longues distances[5]. Ce type est beaucoup plus grand et consistait en deux pirogues, l'une plus longue que l'autre, reliées par des barres transversales au milieu du bateau, qui abrite une cabane au toit de chaume. Ce navire très grand était plus difficile à manœuvrer, mais capable de transporter un ou deux canoës de pêche plus petit

## Courses

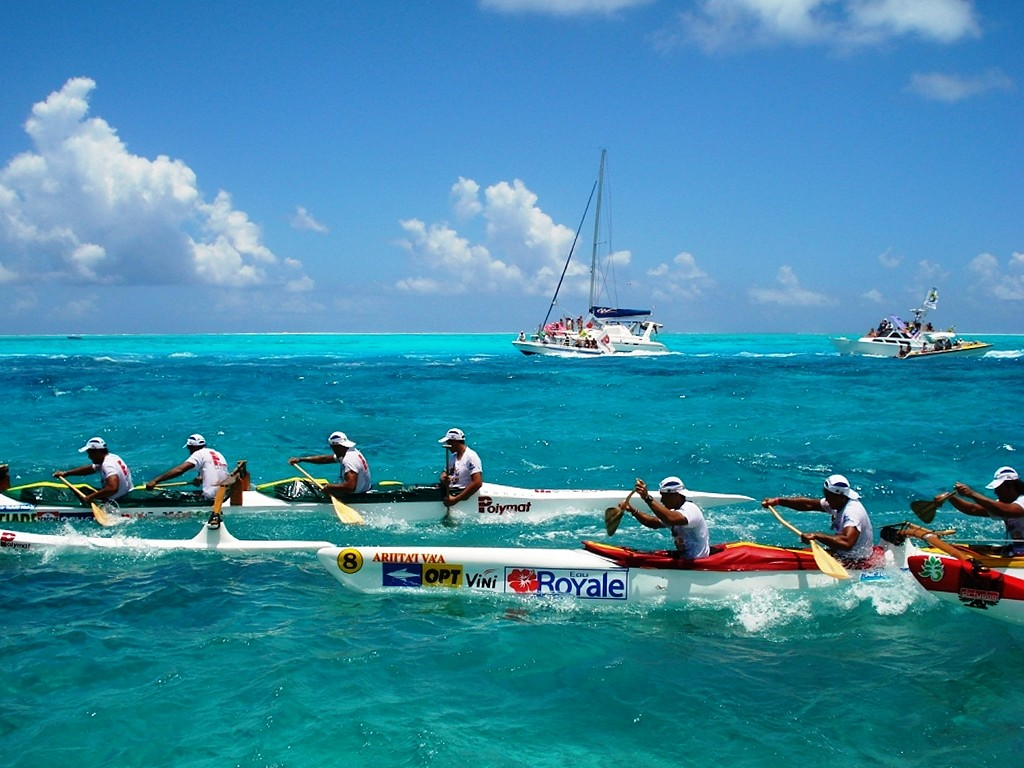
Deux va'a modernes à la Hawaiki nui va'a.

Il est également utilisé pour désigner un sport de course en pirogue aussi appelé pirogue polynésienne ou outrigger canoë (OC). On distingue plusieurs types : les V1 (va’a hoe), V3 (va’a toru), V6 (va’a ono) et V12 (va’a tauati ou pirogue double). Le va'a est actuellement pratiqué comme sport et des compétitions sont organisées en Polynésie Française.
Cette embarcation fait aussi partie depuis 2020 du programme des Jeux paralympiques en paracanoë.